# Robert Włodarczyk
Robert Wojciech Włodarczyk – polski ekonomista, dr hab. nauk ekonomicznych, profesor nadzwyczajny Instytutu Ekonomii, Kolegium Ekonomii Finansów i Prawa Uniwersytetu Ekonomicznego w Krakowie, Podhalańskiej Państwowej Uczelni Zawodowej w Nowym Targu – Podhalańskiego Ośrodka Nauk Ekonomicznych Podhalańskiej Państwowej Uczelni Zawodowej w Nowym Targu i Uniwersytetu Ekonomicznego w Krakowie, Wyższej Szkoły Ubezpieczeń w Krakowie.

## Życiorys
W 1999 ukończył studia zarządzania marketingu w Akademii Ekonomicznej w Krakowie, 14 listopada 2005 obronił pracę doktorską Determinanty dynamiki i struktury inwestycji w Polsce po roku 1989, 24 lutego 2014 habilitował się na podstawie pracy zatytułowanej Rynek pracy a szoki asymetryczne w unii monetarnej na przykładzie Unii Gospodarczej i Walutowej. Został zatrudniony na stanowisku profesora nadzwyczajnego w Instytucie Ekonomii, Kolegium Ekonomii Finansów i Prawa Uniwersytetu Ekonomicznego w Krakowie, Podhalańskiej Państwowej Uczelni Zawodowej w Nowym Targu – Podhalańskiego Ośrodka Nauk Ekonomicznych Podhalańskiej Państwowej Uczelni Zawodowej w Nowym Targu i Uniwersytetu Ekonomicznego w Krakowie, oraz w Wyższej Szkole Ubezpieczeń w Krakowie.
Był rektorem Podhalańskiej Państwowej Uczelni Zawodowej w Nowym Targu – Podhalańskiego Ośrodka Nauk Ekonomicznych Podhalańskiej Państwowej Uczelni Zawodowej w Nowym Targu i Uniwersytetu Ekonomicznego w Krakowie i członkiem Rady Dyscypliny Ekonomia i Finanse Uniwersytetu Ekonomicznego w Krakowie. W 2020 roku wokół rektora narosły kontrowersje w związku z oskarżeniami o wykorzystywanie i kradzież intelektualną, które zostały postawione przez dwóch byłych doktorantów Roberta Włodarczyka. Prokuratura umorzyła  jednak śledztwo z powodu braku wystarczających dowodów. Rok później został odwołany ze stanowiska przez Kolegium Elektorów (za odwołaniem go głosowało 22 na 23 senatorów), które uznało, że rektor nie może dalej prowadzić uczelni ze względu na nepotyzm, chaos administracyjny oraz liczne, nieustalone z nikim zmiany w wewnętrznych dokumentach, o które został oskarżony przez swoich pracowników.
23 grudnia 2021 roku do prokuratury wpłynęło zawiadomienie o możliwości popełnienia przestępstwa przez Roberta Włodarczyka poprzez uniemożliwianie wykonywania czynności służbowych dr Marii Ziębie, która przejęła obowiązki rektora po jego odwołaniu.
Był kierownikiem w Katedrze Teorii Ekonomii na Wydziale Ekonomii i Stosunków Międzynarodowych Uniwersytetu Ekonomicznego w Krakowie.